# V.90
In telecomunicazioni V.90 è uno standard di comunicazione per modem sancito dall'ITU-T che fornisce un canale di trasmissione da utente a ISP a velocità di 33,6 kbps (upstream) e un canale di ricezione da ISP a utente a 56 kbps (downstream), quindi di tipo asimmetrico.

## Descrizione
I modem V.90 sono connessi ad un segnale digitale da un lato e prevedono una sola conversione da digitale ad analogico. Fu sviluppato tra il gennaio del 1995 ed il settembre del 1995 ed è conosciuto anche come V.Last, perché si dichiarò che non sarebbero stati sviluppati ulteriori standard di comunicazione per modem su linee POTS; in realtà nel 1996 fu sviluppato lo standard V.92 per rimpiazzare il V.90.
Questo standard fu sviluppato per conciliare due standard concorrenti: l'X2 ed il K56flex, il primo introdotto dalla U.S. Robotics ed il secondo portato avanti da Lucent e Rockwell International. La presenza di due standard concorrenti era fonte di problemi sia per l'utente finale che per il fornitore del servizio perché entrambi dovevano adottare apparecchiature compatibili.